# Mount Ellinor
Mount Ellinor je vrcholek v Olympijských horách ve státě Washington ve Spojených státech amerických.
Z vrcholu je dobrý výhled na Mount Washington a je možné vidět také Mount Olympus, Lake Cushman nebo Pugetův záliv.

## Přístup
Jedná se o oblíbený cíl celodenních výletů v letních měsících, neboť vrchol je možné dosáhnout od silnice severně od Lake Cushman po stezce dlouhé 2,6 kilometru s převýšením 700 metrů.